# Уцена (филм)
Уцена је филмски трилер из 1996. којег је режирао Рон Хауард. Главне улоге играју: Мел Гибсон, Рене Русо и Гари Синиз. Реч је о римејку филма „Уцена!“ (Ransom!) из 1956. са Глен Фордом у главној улози, заузврат заснован на ТВ филму Страшна одлука (Fearful Decision) из 1954. из серије The United States Steel Hour. Делимично је заснован и на роману Ед Макбејна „King's Ransom“ и филму Акире Куросаве Између неба и пакла (1963), опет заснованом на роману. 

## Радња
Главни лик је шеф авио-компаније Том Мален (Мел Гибсон). Том је живо оличење успеха, има новац, вољену жену Кејт (Рене Русо) и сина Шона (Браули Нолти). Међутим, пре неколико година, Том је одлучио да повуче један незаконит случај, због којег је његова помоћница Џеки Браун (Дан Хедаја) отишла у затвор, а Мален се извукао. Од тада, породицу је често посећивала полиција.
Једног дана, Том са сином одлази на вашар своје жене. Том је на тренутак ометен и открива да је Шон нестао. Гледа снимке камере, али не види ништа. Убрзо, киднапери зову хероја и траже откуп од неколико милиона долара од Тома и забрањују му да контактира ФБИ, претећи да ће убити Шона. Као средство одвраћања, Том је е-поштом послат видео снимак његовог сина, залепљених очију, везаног лисицама за кревет.
Маленови контактирају ФБИ. Агенти предвођени специјалистом Хокинсом (Делрој Линдо) стижу у њихову кућу. У почетку Томова сумња пада на Џеки Браун, која је у затвору, али након испитивања, Том схвата да ово није Браун. У стварности, прави киднапер је детектив Џими Шејкер (Гари Синис). Он ступа у контакт са Маленовима (мењајући глас скремблером) и даје Тому упутства да преда откупнину. Тома прати ФБИ, али га губи из вида. Међутим, када Том стигне на лице места, нападач узима новац и спрема се да оде, а на крају га убије агент ФБИ.
Том се враћа својој кући и говори Кејт о неуспешној размени. Схвативши да ће бандити када добију новац убити Шона. Том се вози до најближег студија и набацује велику суму на главу киднапера на телевизији уживо. Шејкер почиње да паничи и зове Тома, покушавајући да га застраши претњама, али Мален спушта слушалицу. Кејт, заједно са Хокинсом, покушава да убеди Тома да плати откуп, али Мулен одлази до новинара и диже цену на главу бандита. Шејкер поново зове Тома и пуца у зид, а Маленови, мислећи да је Шон мртав, губе наду да ће га видети.
Отмичари се спремају да оду, али Џими лично убија своје саучеснике, међутим, сам је повређен. Шејкер даје полицији Шоново место где се налази и представља се као његов спасилац. Маленови ускоро виде свог сина живог.
Шекер долази у Томову кућу, где му се захваљује, али током њиховог разговора Шон препознаје Џимија по гласу, а Мален схвата да је Шејкер прави киднапер. Под претњом пиштоља, детектив приморава Тома да га одведе у банку и пребаци новац. ФБИ открива Џимија и обавештава полицију. На излазу из банке полиција покушава да задржи детектива, али Шејкер их убија и спрема се да побегне. Мулен јури за њим и у току борбе разбијају излог. Специјалне службе стижу на место, а Шејкер, рањен стаклом, искориштава превирања и спрема се да убије Тома, али Том у последњем тренутку пуца у детектива. Кејт прилази рањеном Тому и грли га. 

## Улоге
| Глумац            | Улога                        |
| ----------------- | ---------------------------- |
| Мел Гибсон        | Том Мален                    |
| Рене Русо         | Кејт Мален                   |
| Броли Нолти       | Шон Мален                    |
| Гари Синиз        | детектив Џими Шејкер         |
| Делрој Линдо      | специјални агент Лони Хикинс |
| Лили Тејлор       | Марис Конер                  |
| Лијев Шрајбер     | Кларк Барнс                  |
| Дони Волберг      | Каби Барнс                   |
| Еван Хандлер      | Мајлс Робертс                |
| Ненси Тикотин     | специјални агент Кимба Велч  |
| Мајкл Гастон      | специјални агент Џек Сиклер  |
| Кевин Нил Макриди | специјални агент Пол Роудс   |
| Пол Гилфојл       | Волас                        |
| Алан Бернстајн    | Боб Стоун                    |
| Хосе Зунига       | Дејвид Торес                 |
| Ден Хедаја        | Џеки Браун                   |
| Џон Ортиз         | Роберто                      |
| Дејвид Вадим      | полицајац                    |